# Тити на Стивън Наш
Титито на Стивън Наш (Callicebus stephennashi) е вид бозайник от семейство Сакови (Pitheciidae).

## Разпространение
Видът е разпространен в Бразилия.